# Rizzoli & Isles
Rizzoli & Isles è una serie televisiva statunitense trasmessa per sette stagioni da TNT dal 12 giugno 2010 al 5 settembre 2016.
La serie, interpretata da Angie Harmon e Sasha Alexander, è basata sull'omonima serie di romanzi di Tess Gerritsen. Nell'estate del 2016 è stata trasmessa la settima stagione, annunciata come conclusiva della serie, composta da 13 episodi. Il 7 gennaio 2016 la TNT ha ufficializzato la cancellazione della serie dopo sette stagioni e 105 episodi trasmessi.
In Italia è trasmessa in chiaro e a pagamento da Mediaset dall'11 febbraio 2011.

## Episodi
| Stagione         | Episodi | Prima TV USA | Prima TV Italia |
| ---------------- | ------- | ------------ | --------------- |
| Prima stagione   | 10      | 2010         | 2011            |
| Seconda stagione | 15      | 2011         | 2011-2012       |
| Terza stagione   | 15      | 2012         | 2012-2013       |
| Quarta stagione  | 16      | 2013-2014    | 2014            |
| Quinta stagione  | 18      | 2014-2015    | 2014-2015       |
| Sesta stagione   | 18      | 2015-2016    | 2016            |
| Settima stagione | 13      | 2016         | 2017            |

## Personaggi e interpreti

### Personaggi principali
- Jane Clementine Rizzoli (stagioni 1-7), interpretata da Angie Harmon, doppiata da Rachele Paolelli.
 Una delle due protagoniste, è l'unica poliziotta donna nella squadra omicidi dal temperamento molto forte, determinato ed intuitivo seppur riservato e razionale e con un immenso senso della giustizia che la spinge a voler cercare ad ogni costo la giusta soluzione e la verità, anche le più dolorose, inimmaginabili e scomode, nei casi più intricati che segue. Il suo solido senso del dovere assieme alla sua tenacia e forza di volontà, le permette di andare sempre fino in fondo per scoprire cosa si nasconde dietro i misteri e le bugie dei casi su cui lavora. Sebbene appare spesso come una persona diffidente e molto dura, Jane è dotata di una profonda sensibilità che insieme al suo intuito le permette di entrare in empatia con le persone coinvolte nei delitti e con gli elementi inerenti ai suoi casi e possiede un lato molto dolce e protettivo, che emerge principalmente in compagnia della sua piccola quanto eccentrica famiglia, con i suoi due colleghi più fidati (Korsak e Frost) e con la sua migliore amica, consigliera e confidente Maura. Tiene moltissimo a sua madre Angela, nonostante i loro conflitti, ai suoi fratelli Frankie e Tommy ed è una zia premurosa e affettuosa con il piccolo nipotino T.J. Nel corso della serie si intuisce che Jane è innamorata del suo ex compagno di liceo Casey e con il quale intrattiene una intensa ed importante relazione, anche a distanza, che purtroppo è destinata a terminare in quanto entrambi, pur amandosi molto, vogliono cose diverse. È rimasta traumatizzata dal criminale Charles Hoyt, il "chirurgo". Ha cicatrici al centro delle mani, dove Hoyt l'ha pugnalata con dei bisturi. Da bambina, essendo un po' paffutella, si è guadagnata il soprannome di "Rollie Pollie Rizzoli".
- Dr. Maura Dorothea Isles (stagioni 1-7), interpretata da Sasha Alexander, doppiata da Giò Giò Rapattoni.
È il brillante medico legale del Commonwealth del Massachusetts e la migliore amica storica di Rizzoli, con la quale ha un rapporto davvero molto profondo e stretto, tanto che le due sembrano sorelle a tutti gli effetti. Donna elegante, raffinata, molto colta e curiosa, ma anche emotiva ed empatica, ama tanto il suo lavoro, è sempre pronta a scoprire e ad apprendere cose nuove che possono risultare utili per il suo bagaglio di conoscenze specialmente nel suo campo di lavoro e questo si rivela molto utile per la risoluzione dei casi. È molto legata ad Angela e Frankie Rizzoli ed anche a Korsak e Frost. Ha problemi relazionali con gli uomini a causa della sua brutale onestà e per l'abitudine di osservarli troppo dal punto di vista scientifico e medico per rivelare le proprie conclusioni mediche sul loro stato di salute fisico e comportamentale. Ha una testuggine da compagnia. È figlia unica, adottata da una famiglia benestante, e scopre che il suo padre biologico è un potente e pericoloso capo della mafia irlandese a Boston, Paddy Doyle, il quale in più di un'occasione mostra di tenere davvero tanto a lei, proteggendola e salvandola, e alla madre biologica di Maura, la dottoressa Hope, che la Isles avrà modo di conoscere e istaurare col tempo un buon legame. Al liceo era soprannominata "Maura-The-Bore-A", perché ritenuta noiosa; i suoi colleghi odierni la chiamano "The Queen of The Dead" (La Regina dei Morti).
- Francesco "Frankie" Rizzoli, Jr. (stagioni 1-7), interpretato da Jordan Bridges, doppiato da Simone Veltroni.
Fratello di Jane, è un agente, successivamente detective, della polizia di Boston. Intraprendente e tenace, si interessa molto di crimini ed è molto legato a sua sorella con la quale condivide una forte intesa e complicità, è un grande amico di Maura oltre ad essere tanto protettivo verso la madre Angela e spesso non riesce a nascondere il rancore verso il padre per aver abbandonato la famiglia per una ragazza parecchio più giovane di lui.
- Barold "Barry" Frost (stagioni 1-4), interpretato da Lee Thompson Young, doppiato da Marco Benvenuto.
È il fidato partner di Jane Rizzoli fino al termine della quarta stagione, non sopporta la vista di scene violente o sanguinose, il che lo porta ad essere profondamente nauseato su ogni scena del crimine. Muore in un incidente d'auto e la sua morte per un po' lascerà l'intero dipartimento in un grande lutto.[3].
- Vince Korsak (stagioni 1-7), interpretato da Bruce McGill, doppiato da Franco Zucca.
È stato il primo partner di Rizzoli, la quale gli è molto affezionata. Uomo deciso, razionale e determinato, ma anche saggio e comprensivo, gode della sua grande esperienza sul lavoro ed è un punto di riferimento per i suoi colleghi oltre a saper avere un approccio molto protettivo e paterno verso il prossimo, in particolare verso i suoi collaboratori Jane, Maura e Frankie. Sensibile e affettuoso, è un grande amante degli animali, soprattutto dei cani. Nell'episodio pilota è stato rivelato che ha salvato la vita di Rizzoli dalle grinfie del pazzo Hoyt, infatti insieme a Jane è quello che più di tutti conosce questo serial killer e sa come affrontarlo. Va in pensione nell'ultimo episodio.
- Angela Rizzoli (stagioni 1-7), interpretata da Lorraine Bracco, doppiata da Sabrina Duranti.
È la madre, dal carattere particolarmente ostinato ed eccentrico, di Jane, Frankie e Tommy. Nonostante il suo carattere ostinato, testardo e intraprendente che la fa spesso scontrare con Jane, è principalmente una donna premurosa, gentile e compassionevole dal forte istinto di voler proteggere ed aiutare al meglio i suoi figli che ama più di qualsiasi altra cosa. È una cuoca eccezionale, sempre pronta ad apprendere cose nuove con la complicità di Maura ed è ben voluta da chiunque nel commissariato, dove in particolare con Korsak e Frost intrattiene un rapporto di solida amicizia e vuole molto bene anche alla dottoressa Isles, considerandola senza problemi come un'altra figlia. Diventa una dolce nonna per il piccolo T.J., ma ha un rapporto tesissimo ed aspro con il marito Frank, non perdonandogli di aver abbandonato lei e i figli.
- Sean Cavanaugh (stagioni 3-4, ricorrente 1-2, guest 5), interpretato da Brian Goodman, doppiato da Ambrogio Colombo (st. 2-5).
È un tenente della squadra omicidi di Boston. È un vecchio amico di Korsak, si scoprirà poi che ha perso la moglie e il figlio in un incendio quando lui e Korsak erano delle reclute. È infatuato di Angela e i due avranno una relazione fatta di tanti alti e bassi.
- Nina Holiday (stagioni 6-7, ricorrente 5), interpretata da Idara Victor, doppiata da Valeria Vidali.
È una tecnica forense del Boston Police Department, collega di Frankie.
- Kent Drake (stagione 7, ricorrente 6), interpretato da Adam Sinclair.
È un tecnico forense, nuovo assistente della dottoressa Isles a partire dalla sesta stagione.
- Susie Chang (guest stagione 2, 3-6), interpretata da Tina Huang.
È un medico legale, amica e collega di Maura Isles, la aiuta sempre nelle autopsie e nel laboratorio è il suo braccio destro, inoltre sostituisce la Isles quando quest'ultima per impegni è assente e presta direttamente aiuto e sostegno a Jane e ai suoi colleghi durante le indagini sui casi. Introversa, diligente ed educata, collaborerà con Jane per far scagionare Maura da un'accusa infondata di omicidio. Verrà uccisa nella sesta stagione e si cercherà di macchiare la memoria della sua condotta, ma Jane, Maura e gli altri con impegno e determinazione per rispetto e stima verso Susie riescono a dimostrare la sua innocenza e a darle giustizia.

### Personaggi secondari
- Frank Rizzoli Sr. (stagioni 1-4), interpretato da Chazz Palminteri, doppiato da Carlo Reali.
È il padre di Jane, Frankie e Tommy, detiene e gestisce un'impresa di impianti idraulici chiamata "Rizzoli and Sons" (Rizzoli e Figli). In passato ha avuto problemi di alcool ed intrattiene un rapporto abbastanza pessimo con tutta la sua famiglia e le tensioni si inaspriscono ancora di più quando decide di punto in bianco di lasciare Angela per potersi risposare e quando cerca di convincere la moglie a firmare un documento di annullamento, facendo infuriare principalmente Jane e Frankie. Nella quarta stagione si scopre malato di cancro.
- Gabriel Dean (stagioni 1-3), interpretato da Billy Burke, doppiato da Massimo Rossi.
È un agente speciale dell'FBI di Washington, mandato ad aiutare la detective Rizzoli nelle indagini sull'assassino Charles Hoyt.
- Charles Hoyt (stagioni 1-2), interpretato da Michael Massee, doppiato da Pasquale Anselmo.
 Uomo folle, psicotico e perverso è l'assassino che vuole uccidere Jane, della quale è morbosamente ossessionato. Muore nella seconda stagione, ucciso dalla Rizzoli stessa, ma compare nei suoi incubi anche in seguito.
- Thomas "Tommy" Rizzoli (stagioni 2-5), interpretato da Colin Egglesfield, doppiato da Leonardo Graziano.
È il figlio più giovane di Angela e Frank Sr. Rizzoli, fratello minore di Jane e Frankie. Ha sempre avuto un'infatuazione per la dottoressa Maura Isles, la migliore amica di Jane. Considerato come la pecora nera della famiglia, ha difficoltà a trovare e a mantenersi un lavoro e non sa cosa voglia dalla vita. Vuole davvero bene ai suoi fratelli e a sua madre e ha sempre paura di deluderli. Avrà in seguito un figlio, chiamato Tommy Jr. (T.J.) da Lydia della quale è sottinteso sia innamorato, ma mai del tutto dichiarato nonostante gli aspri litigi tra i due. Il suo secondo nome è Edward.
- Casey Jones (stagioni 2-4), interpretato da Chris Vance, doppiato da Andrea Lavagnino.
È la persona più fidata di Jane Rizzoli, un soldato in missione in Afghanistan, determinato, responsabile e comprensivo. Amici fin dai tempi del liceo, Jane Rizzoli è da sempre innamorata di lui, ricambiata. La loro storia d'amore, per quanto bella e importante, non è mai del tutto rosa e fiori e tranquilla a causa del lavoro di entrambi, ma soprattutto quello pericoloso di Casey. I due affronteranno una notevole crisi quando Casey rimane a seguito di un'esplosione di una bomba per un certo periodo paralizzato dalla vita in giù e perdendo l'uso delle gambe, ma Jane non è disposta ad abbandonarlo. A seguito di una rischiosa operazione, ritorna a camminare. Nonostante il grande rispetto e il vero amore che hanno l'uno per l'altra, la loro relazione finisce bruscamente quando Casey chiede a Jane di lasciare il suo lavoro per raggiungerlo e seguirlo durante le sue missioni.
- Constance Isles (stagioni 2-3), interpretata da Jacqueline Bisset, doppiata da Angiola Baggi.
È la madre adottiva della dottoressa Maura Isles. A lei venne affidata l'educazione e la protezione di Maura da Paddy Doyle che conosceva dai lontani tempi dell'università.
- Patrick "Paddy" Doyle (guest stagione 1, stagioni 2-7), interpretato da John Doman, doppiato da Dario Penne.
È il padre naturale della Isles, nonché uno dei più importanti, temuti e potenti boss della mafia irlandese e responsabile della morte della famiglia di Cavanaugh. Più volte nel corso degli eventi dimostra di amare ancora sinceramente la figlia Maura e la dottoressa Hope Martin, suo grande amore. Si vide costretto a separarsi da Hope e da Maura appena nata per tenerle al sicuro dal mondo della criminalità organizzata, soprattutto da suo padre, un precedente boss che minacciava Paddy di uccidere sia Hope che Maura, infatti per loro si mostra capace di compiere qualunque cosa pur di proteggerle e salvarle. Benché Maura rimane chiara e ferma nella posizione di non volere avere nulla a che fare con lui e non accettando fino in fondo di essere figlia di un criminale, anche lei molto raramente si mostra veramente preoccupata quando Paddy rischia la vita e riconosce che il padre ha sempre vegliato su di lei nel corso degli anni ed è sempre disposto a proteggerla anche da lontano.
- Hope Martin (stagioni 3-7), interpretata da Sharon Lawrence, doppiata da Pinella Dragani e Alessandra Korompay (ep. 4x02-4x05).
È una affermata ed importante dottoressa di fama, molto elegante, diligente, colta e sofisticata nonché la madre biologica di Maura e grande amore di Doyle, che lei in passato amò profondamente, ma che non è mai riuscita fino in fondo a perdonarlo per aver scelto una vita criminale da proseguire oltre ad averle fatto credere per moltissimi anni che la loro bambina (Maura) fosse morta alla nascita. Inizialmente rimane molto scossa quando apprende che Maura sia la figlia primogenita che aveva concepito con Paddy, e in preda allo shock della notizia all'inizio la rifiuta non credendole, ma poi pentendosi per averla trattata male, col tempo le due imparano a conoscersi e a volersi sinceramente bene. Viene spesso tenuta sott'occhio dagli agenti federali, visto il suo passato romantico con Doyle e credendo che il suo ospedale, uno dei più illustri e prestigiosi del paese sia stato aperto grazie a del denaro (la cui provenienza è ignota) non pulito e ritenendo che la donazione provenga proprio da Doyle.
- Cailin Martin (stagioni 3-7), interpretata da Emilee Wallace.
È la sorellastra minore di Maura. Energica, tenace e riservata è un po' l'opposto di Maura e Hope e come la madre all'inizio vorrebbe escludere Maura dalla sua vita a causa della sua stretta parentela con Paddy Doyle, ma anche lei alla fine impara a fidarsi di lei e le si affeziona e spesso Cailin chiede aiuto a Maura per diverse questioni.